# Piptadenia stipulacea
Piptadenia stipulacea är en ärtväxtart som först beskrevs av George Bentham, och fick sitt nu gällande namn av Adolpho Ducke. Piptadenia stipulacea ingår i släktet Piptadenia och familjen ärtväxter. Inga underarter finns listade i Catalogue of Life.